# South Saanich Indian Reserve 1
South Saanich Indian Reserve 1 (franska: Réserve indienne South Saanich 1) är ett reservat i Kanada.   Det ligger i provinsen British Columbia, i den södra delen av landet, 3 600 km väster om huvudstaden Ottawa.
I omgivningarna runt South Saanich Indian Reserve 1 växer i huvudsak barrskog. Runt South Saanich Indian Reserve 1 är det tätbefolkat, med 570 invånare per kvadratkilometer.